# Восточный Динь-ле-Бен
Восто́чный Динь-ле-Бен (фр. Digne-les-Bains-Est) — кантон во Франции, находится в регионе Прованс — Альпы — Лазурный Берег, департамент Альпы Верхнего Прованса. Входит в состав округа Динь-ле-Бен.
Код INSEE кантона — 0408. Всего в кантон Восточный Динь-ле-Бен входит 4 коммуны, из них главной коммуной является Динь-ле-Бен.
Кантон образован в 1973 году.

## Коммуны кантона
| Коммуна             | Население, чел. (2006) | Почтовый индекс | Код INSEE |
| ------------------- | ---------------------- | --------------- | --------- |
| Антраж              | 111                    | 04000           | 04074     |
| Динь-ле-Бен         | 10 344                 | 04000           | 04070     |
| Ла-Робин-сюр-Галабр | 309                    | 04000           | 04167     |
| Марку               | 468                    | 04420           | 04113     |

## Население
Население кантона на 2008 год составляло 10 562 человека.
| 1962 | 1968 | 1975 | 1982 | 1990  | 1999  | 2006   | 2007   | 2008   |
| ---- | ---- | ---- | ---- | ----- | ----- | ------ | ------ | ------ |
| —    | —    | —    | —    | 9 953 | 9 587 | 11 232 | 10 920 | 10 562 |